# Суперкубок Китаю з футболу 1995
Суперкубок Китаю з футболу 1995  — 1-й розіграш турніру. Матч відбувся 9 грудня 1995 року між чемпіоном клубом Шанхай Шеньхуа та володарем кубка Китаю клубом Цзінань Тайшань.
| Володар Суперкубка Китаю 1995 |
| ----------------------------- |
|                               |
| Шанхай Шеньхуа Перший титул   |

## Матч

### Деталі
| 9 грудня 1995 |

| Шанхай Шеньхуа | 1:0 | Цзінань Тайшань |
| -------------- | --- | --------------- |
| Фань Чжиї 15'  |     |                 |

| Хункоу, Шанхай |